# Dicentrarchus
Dicentrarchus é um gênero de peixe da família Moronidae.

## Espécies
Estão descritas duas espécies:
- Dicentrarchus labrax (Linnaeus, 1758)
- Dicentrarchus punctatus (Bloch, 1792)